# リカルド・フェレイラ
リカルド・ジョゼ・アラウージョ・フェレイラ（Ricardo José Araújo Ferreira, 1992年11月25日 - ）は、カナダ・オンタリオ州ミシサガ出身のサッカー選手。元ポルトガル代表、現カナダ代表。ポジションはディフェンダー。

## 経歴
ポルトガル人の両親の下、カナダのミシサガに生まれ、15歳の時からFCポルトの下部組織で育つ。UEFAヨーロッパリーグ 2010-11の登録メンバー入りも経験したが公式戦の出場機会はなかった。
2011年7月8日に自由移籍でACミランに加入するが、移籍市場最終日にアントニオ・ノチェリーノの対価の一部としてUSチッタ・ディ・パレルモに保有権の半分が譲渡された。11-12シーズンはミランのプリマヴェーラでプレーし、翌シーズンにはセリエBエンポリFCへ期限付き移籍。2012年9月25日に行われたカルチョ・パドヴァ戦（0-2で敗戦）にて、ヴァンサン・ローリニとの交代で前半29分から途中出場しプロデビューを果たした。
2013-14シーズンからポルトガルに復帰し、2015年7月2日にSCブラガと4年契約を結んだ。同年11月26日開催のUEFAヨーロッパリーグ・グループステージ、FCスロヴァン・リベレツ戦でゴールを挙げ2-1での勝利に貢献した。その後決勝トーナメントを勝ち進んだが、FCシャフタール・ドネツクとの準々決勝セカンドレグで自身が2つのオウンゴールを献上し、2試合合計スコア1-6で敗退した。2016年5月22日、タッサ・デ・ポルトガル決勝でFCポルトを破り自身初タイトルを獲得した。

## タイトル
ブラガ
- タッサ・デ・ポルトガル : 2015-16